# Tetróda
A tetróda az elektroncsövek egyik formája, amelyik 4 elektródát tartalmaz. Ezek a katód, a vezérlőrács, segédrács és az anód. Viszonylag ritkábban használták. Inkább az egyszerűbb triódát, illetve a jobb tulajdonságú pentódát részesítették előnyben.